# Alfredo, X duca di Croÿ
Alfredo Francesco Federico Filippo di Croÿ (Aquisgrana, 22 dicembre 1789 – Dülmen, 14 luglio 1861) è stato X duca di Croÿ.

## Biografia
Figlio primogenito di Augusto di Croÿ, il duca Alfredo succedette al padre alla morte di questi nel 1822 coi titoli di capo della casa di Croÿ e conte della signoria di Dülmen, in Westfalia (oltre 16.000 abitanti all'epoca). Nello stesso anno egli venne chiamato a sostituire il padre nella Camera dei Pari di Francia.
Nel 1824 venne nominato membro ereditario del collegio dei principi della dieta provinciale della Vestfalia prussiana (Provinziallandtag) e dal 1847 entrò a far parte della Camera dei signori di Prussia. Il 9 settembre 1825, inoltre, essendo tra i principi i cui possedimenti erano stati mediatizzati a favore di altri stati dopo il crollo del Sacro Romano Impero nel 1806, venne risarcito col titolo di Altezza Serenissima con diploma dell'Imperatore d'Austria.

## Matrimonio e figli
Alfredo Francesco Federico Filippo sposò la principessa tedesca Eleonora di Salm-Salm, dalla quale ebbe i seguenti eredi:
- Maria Eleonora, principessa di Croy, nata e morta l'8 aprile 1820
- Leopoldina Augusta Giovanna Francesca (9 agosto 1821 - 26 maggio 1907), principessa di Croÿ, sposò il 13 luglio 1841 a Dülmen il cugino principe Emanuele di Croÿ-Solre (1811-1865)
- Rodolfo Massimiliano Luigi Costantino (Dülmen, 13 marzo 1823 - Cannes, 8 febbraio 1902), XI duca di Croy
- Alessio Guglielmo Zefirino Vittorio (13 gennaio 1825 - 20 agosto 1898), principe di Croÿ, sposò la cugina Francesca di Salm-Salm
- Emma (26 giugno 1826 - Parigi, 7 gennaio 1909), principessa di Croÿ
- Giorgio Vittorio (30 giugno 1828 - Parigi, 15 aprile 1879), sposò il 22 gennaio 1862 a parigi la nobildonna Maria Elena Luisa di Durfort Civrac de Lorge
- Anna Francesca (Dülmen, 24 gennaio 1831 - Igy, 2 luglio 1887), principessa di Croÿ, sposò il 30 luglio 1864 a Dülmen, il conte Ippolito Guigues de Moreton, conte di Chabrillan (1828-1900), Saint-Cyr (1846-1848), ufficiale e consigliere generale di Saône-et-Loire
- Berta (Dülmen, 12 maggio 1833 - Drensteinfurt, 7 febbraio 1906), sposò il 16 aprile 1863 a Düsseldorf il nobile Ignazio von Landsberg-Velen (1830-1915)
- Gabriella (Dülmen, 5 gennaio 1835 - Luzern, 22 settembre 1905), sposò il 28 gennaio 1874 a Dülmen il nobile Ludovico (1827-1904), principe di Polignac

## Ascendenza
|                                                |                                           |                                                     | Genitori                                                     |  |  | Nonni |  |  | Bisnonni               |  |  | Trisnonni                                                |  |
|                                                |                                           |                                                     |                                                              |  |  |       |  |  | Emmanuel, duca di Croÿ |  |  | Philippe Alexandre de Croÿ, principe di Solre-le-Château |  |
|                                                |                                           |                                                     |                                                              |  |  |       |  |  | Emmanuel, duca di Croÿ |  |  | Philippe Alexandre de Croÿ, principe di Solre-le-Château |  |
|                                                |                                           | Marie Marguerite de Millendonk, marchesa di Quesnoy |                                                              |  |  |       |  |  | Emmanuel, duca di Croÿ |  |  |                                                          |  |
| Anne Emmanuel, duca di Croÿ                    |                                           |                                                     |                                                              |  |  |       |  |  | Emmanuel, duca di Croÿ |  |  |                                                          |  |
|                                                |                                           | Angélique d'Harcourt                                | François, duca d'Harcourt                                    |  |  |       |  |  |                        |  |  |                                                          |  |
|                                                |                                           | Angélique d'Harcourt                                | François, duca d'Harcourt                                    |  |  |       |  |  |                        |  |  |                                                          |  |
|                                                |                                           | Angélique d'Harcourt                                | Marie Madeleine Le Tellier                                   |  |  |       |  |  |                        |  |  |                                                          |  |
| Auguste, duca di Croÿ                          |                                           | Angélique d'Harcourt                                |                                                              |  |  |       |  |  |                        |  |  |                                                          |  |
|                                                |                                           | Philipp Joseph, principe di Salm-Kyrburg            | Heinrich Gabriel, vilgravio e renegravio di Salm-Kyrburg     |  |  |       |  |  |                        |  |  |                                                          |  |
|                                                |                                           | Philipp Joseph, principe di Salm-Kyrburg            | Heinrich Gabriel, vilgravio e renegravio di Salm-Kyrburg     |  |  |       |  |  |                        |  |  |                                                          |  |
|                                                |                                           | Philipp Joseph, principe di Salm-Kyrburg            | Marie Thérèse de Croÿ, baronessa di Fay                      |  |  |       |  |  |                        |  |  |                                                          |  |
| Auguste Friederike zu Salm-Kyrburg             |                                           | Philipp Joseph, principe di Salm-Kyrburg            |                                                              |  |  |       |  |  |                        |  |  |                                                          |  |
|                                                |                                           | Maria Theresia de Hornes                            | Maximilian Emmanuel, principe di Hornes                      |  |  |       |  |  |                        |  |  |                                                          |  |
|                                                |                                           | Maria Theresia de Hornes                            | Maximilian Emmanuel, principe di Hornes                      |  |  |       |  |  |                        |  |  |                                                          |  |
|                                                |                                           | Maria Theresia de Hornes                            | Marie Thérèse Charlotte Bruce, baronessa di Melsbroek        |  |  |       |  |  |                        |  |  |                                                          |  |
| Alfred, duca di Croÿ                           |                                           | Maria Theresia de Hornes                            |                                                              |  |  |       |  |  |                        |  |  |                                                          |  |
|                                                | Victor de Rochechouart, duca di Mortemart | Jean Baptiste de Rochechouart, duca di Mortemart    |                                                              |  |  |       |  |  |                        |  |  |                                                          |  |
|                                                | Victor de Rochechouart, duca di Mortemart | Jean Baptiste de Rochechouart, duca di Mortemart    |                                                              |  |  |       |  |  |                        |  |  |                                                          |  |
|                                                | Victor de Rochechouart, duca di Mortemart | Marie Madeleine de Colbert                          |                                                              |  |  |       |  |  |                        |  |  |                                                          |  |
| Victurnien de Rochechouart, duca di Mortemart  | Victor de Rochechouart, duca di Mortemart |                                                     |                                                              |  |  |       |  |  |                        |  |  |                                                          |  |
|                                                |                                           | Charlotte Natalie de Manneville                     | Henri, marchese di Manneville                                |  |  |       |  |  |                        |  |  |                                                          |  |
|                                                |                                           | Charlotte Natalie de Manneville                     | Henri, marchese di Manneville                                |  |  |       |  |  |                        |  |  |                                                          |  |
|                                                |                                           | Charlotte Natalie de Manneville                     | Amable Françoise Asselin de Fresnel                          |  |  |       |  |  |                        |  |  |                                                          |  |
| Anne Victurnienne de Rochechouart de Mortemart |                                           | Charlotte Natalie de Manneville                     |                                                              |  |  |       |  |  |                        |  |  |                                                          |  |
|                                                |                                           | François Henri, duca d'Harcourt                     | Anne Pierre, duca d'Harcourt                                 |  |  |       |  |  |                        |  |  |                                                          |  |
|                                                |                                           | François Henri, duca d'Harcourt                     | Anne Pierre, duca d'Harcourt                                 |  |  |       |  |  |                        |  |  |                                                          |  |
|                                                |                                           | François Henri, duca d'Harcourt                     | Eulalie de Beaupoil de Sainte Aulaire                        |  |  |       |  |  |                        |  |  |                                                          |  |
| Anne Marie Gabrielle d'Harcourt                |                                           | François Henri, duca d'Harcourt                     |                                                              |  |  |       |  |  |                        |  |  |                                                          |  |
|                                                |                                           | Francoise d'Aubusson de La Feuillade                | Hubert François d'Aubusson, conte de La Feuillade            |  |  |       |  |  |                        |  |  |                                                          |  |
|                                                |                                           | Francoise d'Aubusson de La Feuillade                | Hubert François d'Aubusson, conte de La Feuillade            |  |  |       |  |  |                        |  |  |                                                          |  |
|                                                |                                           | Francoise d'Aubusson de La Feuillade                | Cathérine Scholastique Bazin de Bezons, viscontessa di Mably |  |  |       |  |  |                        |  |  |                                                          |  |
|                                                |                                           | Francoise d'Aubusson de La Feuillade                |                                                              |  |  |       |  |  |                        |  |  |                                                          |  |

## Stemma
| Immagine | Blasonatura |
| \| \|    | Inquartato: al I ed al IV controinquartato, nel 1° e nel 4° d'argento a tre fasce di rosso (famiglia di Croÿ), nel 2° e nel 3° asce di rosso, le due in capo addossate e poste l'una in banda e l'altra in barra, quella in punta posta in banda (de Renty); al II controinquartato, nel 1° e nel 4° d'azzurro a tre gigli d'oro (Francia), nel 2° e nel 3° di rosso piano (d'Albret), sul tutto ermellinato (Bretagna); al III controinquartato, nel 1° e nel 4° d'oro al leone di nero (Fiandre), nel 2° e nel 3° losangato d'oro e di rosso (Craon). Sul tutto uno scudo inquartato di Croÿ e di Renty. |
|          | |